# Yann Martel
Pour les articles homonymes, voir Martel.
Œuvres principales
L'Histoire de Pi
Yann Martel, né le 25 juin 1963 à Salamanque en Espagne, est un philosophe et un écrivain canadien (québécois et saskatchewanais). Il est surtout connu pour son roman L'Histoire de Pi, dont la version originale anglaise a remporté le Man Booker Prize for Fiction.

## Biographie
Yann Martel est né le 25 juin 1963 à Salamanque en Espagne, alors que son père, Émile Martel, faisait son doctorat. Par la suite, son père est devient professeur et diplomate pour le Canada, ce qui l'amène à voyager un peu partout sur la planète : Alaska, Costa Rica, France, Mexique et Canada. En 1981, Martel obtient un baccalauréat du Trinity College School à Port Hope en Ontario. Par la suite, il fréquente l'Université Trent à Peterborough en Ontario.
Il continue à voyager sur la planète, s'arrêtant en Iran, en Turquie et en Inde. Après des études en philosophie à l'Université Trent, il commence une carrière littéraire à l'âge de 27 ans. Les diverses cultures qu'il côtoie influencent son écriture et lui donnent le matériel nécessaire pour rédiger L'Histoire de Pi. 
Cet ouvrage lui vaut le prestigieux Man Booker Prize for Fiction (prix Booker) (2002) en fiction. Pour le préparer, il demeure en Inde pendant six mois, visitant des mosquées, des temples, des églises et des zoos. Par la suite, il lit des textes religieux et de naufrages pendant une année. La rédaction proprement dite prend deux années supplémentaires.
À partir de septembre 2003, en tant qu'écrivain invité de la bibliothèque publique, il passe une année à Saskatoon en Saskatchewan où il demeure toujours. Il produit récemment des textes pour la pièce musicale intitulée You Are Where You Are, dont la musique est composée par le Canadien Omar Daniel.
En 2007, il lance un défi littéraire au premier ministre Stephen Harper pour que celui-ci s'intéresse davantage aux artistes,. Toutefois, la stratégie de communication employée par Martel est jugée peu efficace par certains commentateurs. Pendant 3 ans, il envoie un roman choisi au premier ministre, à raison d'un livre par quinzaine. Il met fin à ce vain exercice au centième livre, n'ayant reçu que quelques rares accusés de réception du bureau du premier ministre.
L'adaptation de son roman en long métrage pour le cinéma, L'Odyssée de Pi réalisé par Ang Lee, sort dans les salles du monde entier à partir de la fin 2012.

## Œuvre
- Paul en Finlande (1993), Montréal, Éditions du Boréal (version française de Facts Behind the Helsinki Roccamatios, recueil de nouvelles)
- Self (1996), Knopf (version originale anglaise), Montréal, Éditions XYZ (version française)
- L'Histoire de Pi (2001), Montréal, Éditions XYZ — repris ensuite à Paris chez Gallimard
- Béatrice et Virgile (2010), Montréal, Éditions XYZ
- 101 lettres à un premier ministre. Mais que lit Stephen Harper ? (2011),Montréal, Éditions XYZ
- Les Hautes Montagnes du Portugal (2016), Montréal, Éditions XYZ

## Récompenses
- Journey Prize pour Facts Behind The Helsinki Roccamatios
- Prix Hugh-MacLennan 2001 en fiction pour L'Histoire de Pi
- Man Booker Prize for Fiction (Prix Booker) 2002 en fiction pour L'Histoire de Pi
- Prix du grand public du Salon du livre de Montréal - La Presse (2003)
- Prix 30 millions d'amis 2004 pour L'Histoire de Pi
- German Book Prize 2004 pour L'Histoire de Pi
- Compagnon de l'ordre du Canada, 2021[8]

## Adaptation cinématographie
- 2012 : L'Odyssée de Pi (Life of Pi), film d'aventures américain produit et réalisé par Ang Lee, adaptation du roman L'Histoire de Pi